# Jan II z Nassau
Jan II z Nassau (ur. ok. 1360, zm. 23 września 1419) – arcybiskup Moguncji i książę-elektor Rzeszy od 1397 r.

## Życiorys
Jan był jednym z licznych synów Adolfa I, hrabiego Nassau-Wiesbaden-Idstein, i Małgorzaty, córki Fryderyka IV, burgrabiego Norymbergi. Był jednocześnie prawnukiem króla niemieckiego Adolfa z Nassau, a wielu jego krewnych pełniło funkcję elektora-arcybiskupa Moguncji (m.in. stryj Gerlach i starszy brat Adolf). Przygotowywany do stanu duchownego, z nieznanych powodów część swego wychowania miał odebrać na Węgrzech.
W 1390 r. jest poświadczony jako kanonik w Moguncji, później także w Würzburgu. W 1397 r. papież Bonifacy IX nominował go arcybiskupem Moguncji, mimo iż kapituła wybrała większością głosów innego kandydata, Gotfryda z Leiningen (Jan wybrał się do Rzymu i przekonał wówczas papieża, iż wybór jest wynikiem działań króla francuskiego i antypapieża z Awinionu). Aby uzyskać poparcie w Rzymie, tuż po śmierci swego poprzednika w tajemnicy zawarł układ z palatynem reńskim Ruprechtem II obiecując mu wsparcie w działaniach przeciwko w celu detronizacji króla niemieckiego Wacława IV Luksemburskiego. W efekcie to właśnie Jan zorganizował w dużej mierze wybór syna swego sojusznika, Ruprechta III na króla Niemiec w 1400 r.
Później jednak Jan zmienił front i w 1405 r. zorganizował sojusz skierowany przeciwko Ruprechtowi. Wówczas też pogodził się z książętami brunszwickimi i landgrafem Hesji, z którymi pozostawał w konflikcie od czasu elekcji Ruprechta, podejrzewany o zorganizowanie wówczas morderstwa jego konkurenta, Fryderyka brunszwickiego. W 1409 r. został mianowany przez Aleksandra V legatem papieskim w Niemczech. W 1410 r. podczas elekcji królewskiej oddał swój głos na Jodoka z Moraw, który otrzymał cztery spośród siedmiu głosów elektorskich. Jednak po jego rychłej śmierci w 1411 r. uznał za króla jego kuzyna i konkurenta Zygmunta Luksemburskiego. W 1415 r. uczestniczył w soborze w Konstancji, gdzie udzielił pomocy w ucieczce Janowi XXIII.